# Eugyra molguloides
Eugyra molguloides är en sjöpungsart som beskrevs av Sluiter 1904. Eugyra molguloides ingår i släktet Eugyra och familjen kulsjöpungar. Inga underarter finns listade i Catalogue of Life.